# Sad Man's Tongue
Sad Man's Tongue is een nummer van de Deense band Volbeat. Het nummer werd uitgebracht op hun album Rock the Rebel / Metal the Devil uit 2007. Dat jaar werd het tevens uitgebracht als de eerste single van het album.

## Achtergrond
Leadzanger Michael Poulsen verklaarde in een interview dat het nummer gaat over de jaren '50, waarin ouders hun kinderen tegen alles beschermden. Als voorbeeld noemde hij zijn idool Elvis Presley, wiens moeder hem na school altijd ophaalde.
Tijdens het schrijven improviseerde Poulsen over het nummer "Folsom Prison Blues" van Johnny Cash. Enkele malen dacht hij na over het maken van een cover van dit nummer, maar uiteindelijk zag hij van dit idee af omdat het volgens hem te banaal was. In plaats daarvan werd het nummer een eerbetoon aan Cash.
In de videoclip bij het nummer is de band te zien tijdens een liveoptreden. Het nummer bereikte geen officiële hitlijsten, wel haalde het de twintigste plaats in de Tjeklisten, een radioprogramma waarin luisteraars door te stemmen hun eigen wekelijkse hitlijst samen konden stellen. Ondanks de geringe populariteit verkreeg het nummer in de loop der tijd meer bekendheid, zo staat het sinds 2016 in de Radio 2 Top 2000.

## NPO Radio 2 Top 2000
| Nummer met noteringen in de NPO Radio 2 Top 2000 | '16  | '17 | '18 | '19 | '20 | '21 | '22 | '23 | '24 |
| ------------------------------------------------ | ---- | --- | --- | --- | --- | --- | --- | --- | --- |
| Sad Man’s Tongue                                 | 1833 | 353 | 266 | 219 | 294 | 262 | 215 | 286 | 342 |

1. ↑  Een vetgedrukt getal geeft de hoogste notering aan.
2. ↑  2016 was het eerste jaar met een notering voor dit nummer.